# Montgaillard-Lauragais
Montgaillard-Lauragais település Franciaországban, Haute-Garonne megyében. Lakosainak száma 689 fő (2022. január 1.). Montgaillard-Lauragais Mauremont, Saint-Rome, Trébons-sur-la-Grasse, Vallègue, Villefranche-de-Lauragais és Villenouvelle községekkel határos.

## Népesség
A település népességének változása:
| Lakosok száma | 321  | 459  | 528  | 643  | 672  | 732  | 743  | 711  | 695  | 689  |
|               | 1968 | 1982 | 1990 | 2006 | 2013 | 2015 | 2017 | 2019 | 2020 | 2022 |